# Massacre de Ciepielow
Le massacre de Ciepielów [t͡ɕɛˈpjɛluf], qui eut lieu le 8 septembre 1939, est l'un des crimes de guerre les plus importants et les mieux documentés de la Wehrmacht lors de son invasion de la Pologne. Ce jour-là, la forêt près de Ciepielów a été le théâtre d'un massacre de prisonniers de guerre polonais du 74e régiment d'infanterie polonais de Haute-Silésie. Ce massacre a été perpétré par des soldats du 15e régiment d'infanterie motorisée de l'armée allemande, de la 29e division d'infanterie motorisée, sous le commandement du colonel Walter Wessel.
Cet événement a été décrit comme le crime de guerre « le plus tristement célèbre » commis par les Allemands lors de leur invasion de la Pologne. Le nombre de morts a généralement été estimé à 300, bien que des recherches plus récentes suggèrent plutôt un nombre révisé de « plus de 250 »,,.

## Contexte

### Situation tactique
Vers le 8 septembre, lors de l'invasion de la Pologne qui a débuté le 1er septembre, le 15e régiment d'infanterie motorisée allemand de la 29e division d'infanterie motorisée (10e armée allemande), attaque les restes du 74e régiment d'infanterie polonais de Haute-Silésie de la 7e division d'infanterie polonaise, Armée de Cracovie, et fait un certain nombre de prisonniers de guerre. À cette époque, les forces polonaises de la région étaient déjà en retraite, la 7e division étant effectivement détruite les 3 et 4 septembre autour de Częstochowa, et son commandant, le général Janusz Gąsiorowski, fait prisonnier. Le 74e régiment d'infanterie était commandé par le colonel Wacław Wilniewczyc. Le régiment est également considéré comme ayant subi de lourdes pertes lors de la bataille de Częstochowa, certaines sources le décrivant comme effectivement détruit.

### Contexte des crimes de guerre allemands
Lors de l'invasion de la Pologne, la Wehrmacht a commis un certain nombre de crimes de guerre, dont plusieurs massacres de prisonniers de guerre, dont Ciepielów est devenu le plus connu. Les raisons suggérées par certains historiens pour les massacres incluent le mépris des Polonais et des soldats polonais, encouragé par la propagande nazie, qui les décrivait comme des Untermenschen haïssant l'Allemagne, et le manque de préparation, de ressources et de volonté pour sécuriser les soldats polonais rendus. Cependant, de nombreux autres historiens occidentaux évoquent des plans formulés par l'état-major allemand, avant l'invasion, qui autorisaient les SS à effectuer des tâches de sécurité au nom de l'armée, notamment l'emprisonnement ou l'exécution de citoyens polonais, qu'ils soient juifs ou chrétiens.  Le 19 septembre, peu après le début des hostilités, Franz Halder, chef de l'état-major allemand, note dans son journal qu'il a reçu des informations de Reinhard Heydrich. Les SS commençaient leur campagne pour « nettoyer la maison » en Pologne des Juifs, de l'intelligentsia, du clergé catholique et de l'aristocratie. Halder était au courant des meurtres mais ne s'y est pas opposé.  Il a rejeté les crimes comme des aberrations et a refusé la demande d'un général de poursuivre les SS ou policiers auteurs des meurtres. De plus, les officiers allemands traitaient souvent les soldats polonais des unités désorganisées capturés derrière les lignes allemandes comme des partisans, et non comme des soldats réguliers, et se sentaient justifiés d'ordonner leur exécution sommaire. Cela a conduit à plusieurs dizaines d'exécutions de groupes de soldats polonais, en plus d'un nombre difficile à estimer de meurtres de soldats individuels.
Les plus grands massacres de prisonniers de guerre par les Allemands (hormis Ciepielów) ont eu lieu à Katowice (le massacre de Katowice : environ 80 morts), Majdan Wielki (le massacre de Majdan Wielki (pl) : environ 42 morts), Serock (le massacre de Serock (pl) : environ 80 morts), Sochaczew (le massacre de Sochaczew : environ 50 morts), Szczucin (le massacre de Szczucin (pl) : environ 40 morts), Zakroczym (le massacre de Zakroczyn : environ 60 morts) et Zambrów (le massacre de Zambrów : environ 200 morts).
Les Soviétiques, qui occupaient également des parties de la Pologne pendant cette période, entreprirent des exécutions massives systématiques d'officiers militaires polonais. Sur les quelque 22 000 prisonniers assassinés dans la forêt de Katyn en Russie au cours de la première moitié de 1940, environ 8 000 étaient des officiers polonais faits prisonniers lors de l'invasion soviétique de la Pologne en 1939, 6 000 autres étaient des policiers et le reste appartenait à l'intelligentsia polonaise.

## Le massacre
Le massacre a été documenté dans les photos et les mémoires d'un soldat allemand anonyme, qui a été témoin d'un engagement au cours duquel des soldats polonais ont tendu une embuscade et tué plus d'une douzaine de soldats allemands de la 11e compagnie du 15e régiment, dont le commandant de la compagnie, le capitaine Lewinsky. Un certain nombre de soldats polonais ont ensuite été capturés, et le colonel (Oberst) Walter Wessel, commandant du 15e régiment d'infanterie motorisé allemand, de la 29e division d'infanterie motorisée, a ordonné de leur retirer leurs uniformes et de les déclarer partisans (francs-tireurs) et de les faire emmener dans un endroit isolé près du village de Dąbrowa (lui-même près du plus grand village de Ciepielów ), où ils ont été abattus. L'auteur anonyme des mémoires est arrivé à cet endroit après avoir entendu des coups de feu et a compté environ 300 corps dans un fossé en bordure de route. Ces documents ont été reçus par la Mission militaire polonaise en Allemagne (pl) à Berlin-Ouest en 1950,.

## Nombre de victimes
En 1970, la Commission principale d'enquête sur les crimes nazis en Pologne (pl) (Główna Komisja Badania Zbrodni Niemieckich w Polsce) a demandé au Bureau central allemand des administrations judiciaires de l'État d'investigation sur les crimes nationaux-socialistes (Zentrale Stelle der Landesjustizverwaltungen zur Aufklärung nationalsozialistischer Verbrechen) d'enquêter plus avant sur l'affaire. Le bureau allemand a déclaré que le colonel Wessel était mort en Italie, que les entretiens avec d'autres soldats survivants n'étaient pas concluants et a conclu par une déclaration selon laquelle la bataille de Ciepielów avait fait 13 victimes allemandes et 250 victimes polonaises.
Certains autres récits allemands ont donné des estimations du nombre de prisonniers tués dans ce massacre à 250 ou 150. Le deuxième récit suggère également qu'un nombre inconnu d'autres exécutions ont eu lieu le 9 septembre.
Depuis 2019, le successeur de la Commission polonaise, l'Institut de la mémoire nationale - Commission pour la poursuite des crimes contre la nation polonaise (Instytut Pamięci Narodowej - Komisja Ścigania Zbrodni przeciwko Narodowi Polskiemu) déclare que le nombre de victimes du massacre est « d'au moins 250 ». Il indique également que des soldats allemands de la 29e division ont assassiné des dizaines d'autres personnes, dont des prisonniers de guerre, ainsi que des civils polonais et juifs polonais, à Ciepielów et dans ses environs le 8 septembre et les jours suivants.
Alors que la majorité des sources polonaises fixent le nombre de prisonniers de guerre tués dans cet événement à 300 (par exemple, c'est la description donnée par l'édition Internet 2019 de l'encyclopédie polonaise PWN), l'historien polonais Tomasz Sudoł a déclaré que le nombre, bien que communément accepté et répété dans l'historiographie polonaise, est probablement exagéré car le récit du chroniqueur allemand anonyme et les corps qu'il a observés ne provenaient pas nécessairement tous de l'exécution de prisonniers de guerre ; certains pourraient être tombés pendant la bataille elle-même. Les Allemands ont également procédé à un certain nombre d'autres exécutions de prisonniers de guerre à cette époque et dans les environs de Ciepielów, comme le meurtre de prisonniers à Cukrówka, et les victimes d'exécutions sur plusieurs sites auraient pu être enterrées au même endroit ; de plus, les exhumations et les réinhumations d'après-guerre ont été faites à la hâte et sans précaution suffisante. Enfin, Sudoł mentionne que certaines des photographies associées à l'événement peuvent en fait provenir d'événements similaires qui se sont produits dans des lieux proches et ont simplement été regroupés dans la même catégorie.

## Commémoration
Cet événement est devenu connu comme le crime de guerre le plus infâme commis par les Allemands lors de leur invasion de la Pologne, ou le crime de guerre le plus infâme commis par les Allemands dont les victimes étaient des soldats polonais réguliers.
Depuis de nombreuses années, à l'occasion de l'anniversaire du massacre, le village de Ciepielów organise un événement commémoratif, centré sur le monument aux victimes. Les activités de commémoration comprennent des concerts de chants patriotiques comprenant l'hymne de la Pologne, une messe religieuse sur le terrain, une offrande de bouquet de fleurs et un discours du maire de la commune (wójt de la Gmina Ciepielów), une cérémonie de remise de prix aux personnes promouvant l'histoire locale et la distribution publique d'une soupe aux pois militaire traditionnelle (grochówka wojskowa : vidéo),.
Le massacre est également enregistré sur la Tombe du Soldat inconnu à Varsovie. La Tombe du Soldat inconnu est un monument situé à Varsovie, en Pologne, dédié aux soldats inconnus qui ont donné leur vie pour la Pologne. C'est l'une des nombreuses tombes nationales d'inconnus qui ont été érigées après la Première Guerre mondiale, et le plus important monument de ce type en Pologne.